# Bella d'Amichi
Bella d'Amichi va ser el sobrenom d'Isabella d'Amichi (circa segle xiii-segle xiii) nodrissa i dama de companyia de la reina Constança de Sícília, muller de Ricardo di Lauria i mare de l'almirall Roger de Llúria, a qui va promoure dins la cort del rei d'Aragó. Dona sàvia, educadora i amiga fidel de la reina Constança.

## Biografia
Bella d'Amichi, originària de la petita noblesa calabresa, fou nodrissa i dona de confiança de la reina Constança de Sicília. Ella va tenir cura de Constança, filla del rei Manfred I de Sicília, i de Beatriu de Savoia, des que era molt petita.
Bella va arribar a Catalunya procedent de la cort de Nàpols, amb la jove princesa i amb el seu fill Roger, dos anys més jove que Constança de Sicília. El paper que va desenvolupar Bella d'Amichi com a dama de companyia va anar molt més enllà del que es considerava normal aleshores, a causa de l'orfandat per part de mare de la princesa. Bella no solament servia a la noia, sinó que pràcticament l'estimava i l'educava com si fos la seva filla. El llinatge de reina a l'edat mitjana comportava, sovint, casar-se per raons d'estat, separar-se de la família i del mateix país, i viure sempre vigilada. En aquest cas, però, Constança de Sicília va tenir la gran sort de tenir a Bella d'Amichi, una persona de confiança que la va ajudar i la va estimar com una mare.
L'any 1262, quan la princesa de Sicília només tenia tretze anys, va contraure matrimoni amb el futur Pere el Gran. Manfred de Sicília, pare de Constança, va encarregar-se de tramitar el casament i Bella va ser l'encarregada d'organitzar i gestionar l'entorn de la noia, assignant-li quatre servidores i una mula. Se sap que va moure cel i terra per ajudar-la a quedar-se embarassada, buscant l'ajuda mèdica i divina. Anys més tard, Bella va viure el naixement dels fills de Constança -Alfons, Jaume, Elisabet, Frederic, Violant i Pere-, van patir juntes les absències dels marits i van estar plegades quan el rei va nomenar almirall al seu fill Roger de Llúria. Bella va seguir al costat de la reina durant anys i va navegar amb ella fins a Sicília. Així doncs, cal destacar aquest vincle quasi maternal que mantenien reina i nodrissa, així com la proximitat i la cordialitat entre elles durant tota la vida.
El mateix Pere el Gran, quan va nomenar almirall a Roger de Llúria, va recordar els bon serveis de la seva mare, dient-li: “En Roger, dona Bella vostra mare, ha ben servida la reina muller nostra, e vos havets nodrit amb nós”. La personalitat i la fidelitat de Bella també va ser lloada per Ramon Muntaner, en la seva crònica, quan ens en parla com la mare de Roger de Llúria i sobretot com una dona sàvia i fidel nodrissa de la reina: «madona Bella qui nodrí la dita reina madona Constança, e ab ella venc a Catalunya, e era molt sàvia dona e bona e no es partí null temps mentre fo viva de madona la reina».
No se sap quan va morir Bella d'Amichi, però ha quedat per a la història la seva relació amb Constança, i la tendresa que tenia pel seu fill Roger, així com les paraules de Ramon Muntaner a la seva Crònica, on la va descriure com una "sàvia dona e bona".

## Roger de Llúria
Roger de Llúria, fill de Bella d'Amichi, va heretar el nom del poble del seu pare com a cognom: Lauria o Llúria. Roger fou educat en les armes, entre els cavallers de l'infant Pere i va ser nomenat almirall reial pel rei Pere el Gran. La crònica relata també que, quan lluitava en aigües sicilianes, s'assabentà de l'arribada de la reina a l'illa amb els seus fills i, «quan hac feta reverència a madona la reina, anà a besar la mà de dona 
Bella, sa mare; e la mare besa’l en plorant de goig més de deu vegades, 
així que tan estret lo tenia que no li podia hom tolre, entrò madona la 
reina s'hi llevà, qui els departí... Després, amb permís de la reina i 
de la mare, l'almirall va anar a la seva posada on li fou feta gran 
festa».